# ريسينغ أريزونا
ريسينغ أريزونا (بالإنجليزية: Raising Arizona)‏ هو فيلم كوميدي تم إنتاجه في الولايات المتحدة وصدر في سنة 1987. الفيلم من كتابة الأخوان كوين. من بطولة نيكولاس كيج وهولي هنتر.

## الميزانية والإيرادات
بلغت تكلفة إنتاج الفيلم حوالي 6 ملايين دولار بينما حقق أرباحا تقدر بـ 29180280 دولار.

## وصلات خارجية
- ريسينغ أريزونا على موقع IMDb (الإنجليزية)
- ريسينغ أريزونا على موقع ميتاكريتيك (الإنجليزية)
- ريسينغ أريزونا على موقع الموسوعة البريطانية (الإنجليزية)
- ريسينغ أريزونا على موقع روتن توميتوز (الإنجليزية)
- ريسينغ أريزونا على موقع نتفليكس (الإنجليزية)
- ريسينغ أريزونا على موقع قاعدة بيانات الأفلام العربية
- ريسينغ أريزونا على موقع ألو سيني (الفرنسية)
- ريسينغ أريزونا على موقع Turner Classic Movies (الإنجليزية)
- ريسينغ أريزونا على موقع أول موفي (الإنجليزية)
- ريسينغ أريزونا على موقع بوكس أوفيس موجو (الإنجليزية)